# قائمة كنائس السريان الارثوذكس في العراق
تتوزع كنائس السريان الارثوذكس في العراق علي ثلاثة ابرشيات، ابرشية الموصل وكركوك وإقليم كوردستان وابرشية بغداد والبصرة وابرشية مار متى.

## كنائس السريان الارثوذكس في العراق
قائمة كنائس السريان الارثوذكس في العراق

### ابرشية الموصل وكركوك وإقليم كوردستان
قائمة كنائس ابرشية الموصل وكركوك وإقليم كوردستان
- كاتدرائية مار أفرام / الموصل
- كنيسة مار توما/ الساعة - محلة الخزرج/ - الموصل
- كنيسة الطاهرة الداخلية/ منطقة رأس الكور/ القلعة - الموصل
- كنيسة الطاهرة الخارجية/ محلة الشفاء - الموصل
- كنيسة مار احودامة (مار حوديني) / الموصل
- كنيسة مارت شموني/ قرة قوش
- كنيسة مار كوركيس/ قرة قوش
- كنيسة مار سركيس وباكوس/ قرة قوش
- كنيسة مار يوحنا/ قرة قوش
- كنيسة مار كوركيس/ نينوى - بحزاني
- كنيسة مريم العذراء/ بحزاني
- كنيسة مار يوسف
- كنيسة مريم العذراء/ سنجار
- كنيسة سنجار/ سنجار
- كنيسة بعشيقة/ بعشيقة
- كنيسة مار أفرام / ساحة العمال - كركوك
- كنيسة مريم العذراء ام النور/ عينكاوا - أربيل
- كنيسة مريم العذراء/ دهوك
- كنيسة العذراء سيدة السريان/ دهوك

### ابرشية بغداد والبصرة
قائمة كنائس ابرشية بغداد والبصرة
- مقر مطرانية السريان الارثوذكس/ بغداد
- كاتدرائية الرسولين مار بطرس ومار وبولس/ بغداد
- كنيسة مار متى/ حي سومر/ الغدير/ بغداد
- كنيسة السيدة العذراء/ شارع تونس - ساحة النصر- بغداد
- كنيسة مار توما/ حي المنصور - بغداد
- كنيسة مار بهنام والشيخ متي/ حي الميكانيك/ الدورة - بغداد
- كنيسة البطريرك مار سويريوس الانطاكي/ القناة - بغداد
- كنيسة مريم العذراء/ البصرة
- دير مار يعقوب البرادعي/ زيونة
- دير الراهبات/ بغداد/ حي المثنى
- مصلى مار قرياقوس/ بغداد الجديدة
- مصلى مار يعقوب البرادعي/ طريق بعقوبة

### ابرشية مار متى
قائمة كنائس ابرشية مار متى
- كنيسة مارت شموني/ نينوى - بعشيقة
- كنيسة ماركوركيس/ نينوى - بعشيقة
- كاتدرائية القديسة شموني/ برطلة
- كنيسة مريم العذراء/ برطلة
- كنيسة مارت شموني/ نينوى -برطلة
- كنيسة السريان الارثوذكس/ برطلة
- كنيسة مار زاكاي/ نينوى - ميركي
- كنيسة ميركي/ ميركي
- كنيسة كرمليس / كرمليس
- كنيسة مريم العذراء/ بعشيقة

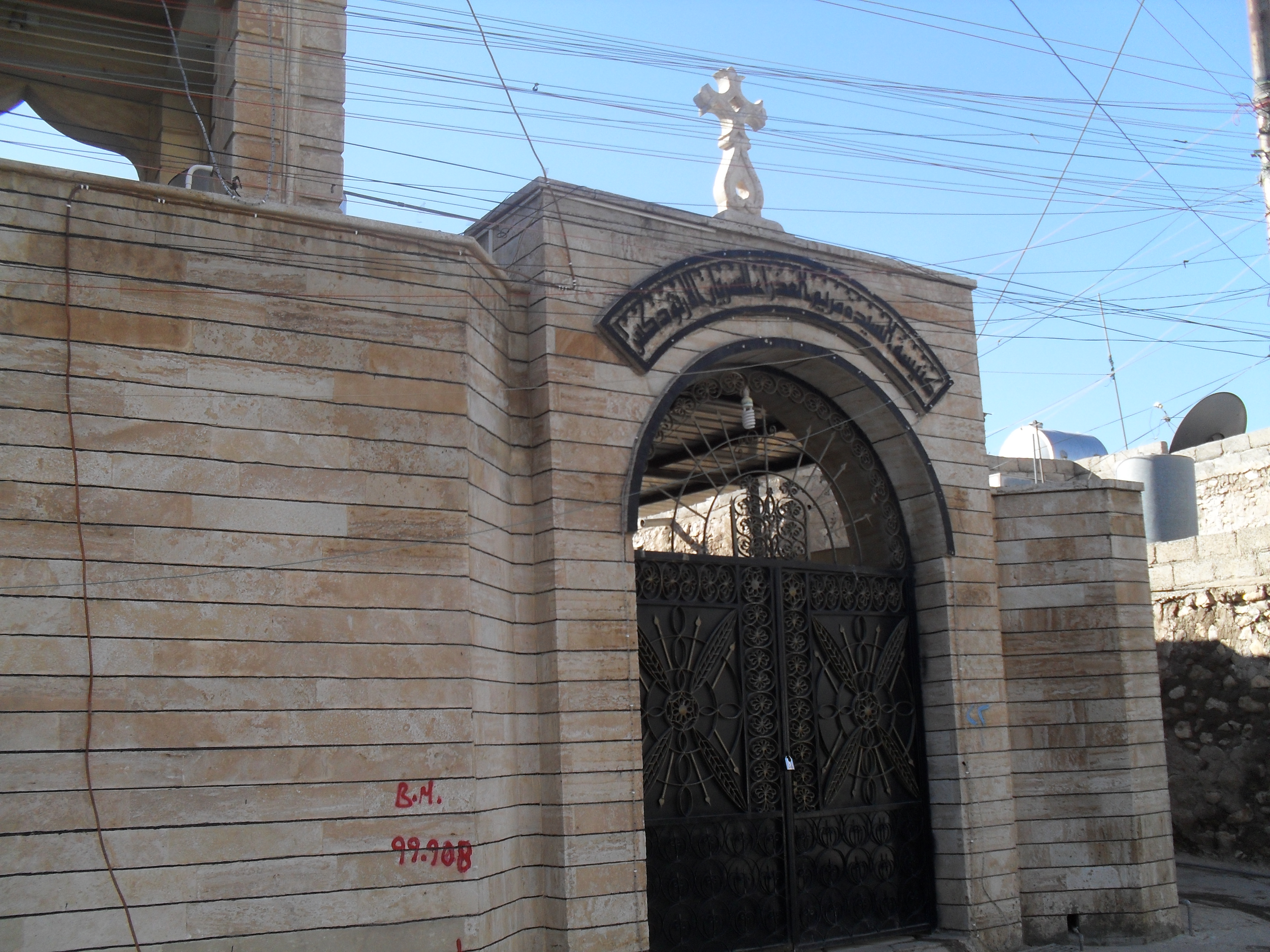
كنيسة مريم العذراء/ برطلة

- دير مار متى الناسك/ نينوى- جبل مقلوب